# Cavalo finlandês
O Finnhorse, ou Cavalo Finlandês (em finlandês:  Suomenhevonen, literalmente "cavalo da Finlândia"; apelido: Suokki, ou em sueco:  Finskt kallblod, literalmente "sangue-frio finlandês") é uma raça de cavalo com influências e características tanto de cavalo de andar quanto de tração, e é a única raça desenvolvida totalmente na Finlândia. Em 2007, a raça foi declarada a raça de cavalo oficial da Finlândia.
O cavalo finlandês é uma raça de cavalo relativamente desconhecida fora da Finlândia, tendo nenhum esforço organizado para promovê-lo internacionalmente. A própria palavra "Finnhorse" foi apenas recentemente cunhada, e apenas se tornou um nome padrão após 1990. Entretanto, alguns Finnhorses existem fora da Finlândia, tendo sido exportados em pequenos números para nações como Alemanha e Suécia.